# هجوم ربایندگان جسم
هجوم ربایندگان جسم (انگلیسی: Invasion of the Body Snatchers) فیلمی در ژانر علمی–تخیلی به کارگردانی دان سیگل است که در سال ۱۹۵۶ منتشر شد. از بازیگران آن می‌توان به کوین مک‌کارتی، کارولین جونز و لری گیتس اشاره کرد.

## خلاصهٔ داستان
مایلز بنل (کوین مک‌کارتی)، دکتری که در شهر کوچک سانتامیرا مطب دارد، با تعدادی بیمار روبه‌رو می‌شود که مدّعی هستند، همسران و عزیزانشان همانی نیستند که بودند و گویی دیگر حس و عاطفه‌ای در وجودشان نیست. مایلز موقع شام با محبوب قدیمی‌اش، بکی (دانا وینتر)، پیامی از دوستش جک (کینگ داناوان) و همسرش تدی (کارولین جونز) دریافت می‌کند که به وی خبر می‌دهند، غلاف عجیبی را در خانه‌شان یافته‌اند. موجودی شبیه غلاف لوبیا که زنده به نظر نمی‌رسد و انگشت و دست و پایی نیز ندارد. همان‌شب، مایلز سرزده به خانهٔ دوستش بی، می‌رود و صورت تکثیر شدهٔ او را در زیرزمین خانه‌اش کشف می‌کند. او بکی را از آنجا خارج می‌کند و دوباره به دوستانش می‌پیوندد و به این نتیجه می‌رسد که شاید با نوعی تهدید از سوی موجودات فضایی مواجه شده‌اند.
آن‌ها باید این خبر را به مردم خارج از شهر و به دنیا برسانند ولی برای جک و تدی دیگر دیر شده است. آن‌ها به خواب می‌روند و اجازه می‌دهند که غلاف‌ها ذهن‌شان را تسخیر کنند. مایلز و بکی سعی می‌کنند تا فرار کنند ولی همهٔ شهر به دنبال آن‌ها هستند. آن دو به تپه‌های اطراف پناه می‌برند و حالا مایلز فقط باید دعا کند که بکی تا زمان رسیدن کمک، آن‌قدر استقامت داشته باشد تا خود را بیدار نگه دارد؛ امّا بکی به خواب می‌رود و ذهنش توسط غلاف‌ها تسخیر می‌شود. مایلز خود را به خارج از شهر می‌رساند و همه را از خطر غلاف‌ها آگاه می‌کند.